# Boban Bajković
Boban Bajković, cyr. Бобан Бајковић (ur. 15 marca 1985 w Cetynii) – czarnogórski piłkarz występujący na pozycji bramkarza. Od 2016 jest piłkarzem Neftçi PFK.
Jest wychowankiem klubu ze swojego rodzinnego miasta, FK Lovćen. W 2003 roku przeszedł do Crvenej zvezdy. Od tamtego czasu przebywał na wypożyczeniach w klubach: Jedinstvo Ub, FK Rad, FK Smederevo oraz FK Srem Sremska Mitrovica.